# 노인 (승려)

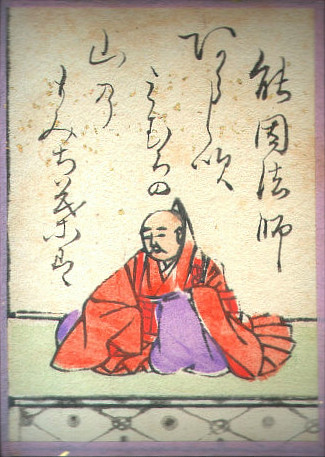

노인(일본어: 能因, 988년 ~ 몰년 미상)은 일본 헤이안 시대의 승려, 시인이다. 속명은 다치바나노 나가야스(橘永愷)이다.

## 와카
```
미무로 산에 거친 바람 불어와 떨어진 낙엽 다쓰다강 수면을 비단길로 만들었네
嵐吹く三室の山のもみぢ葉は竜田の川の錦なりけり
```